# Citronelle
Citronelle é uma cidade localizada no estado americano do Alabama, no Condado de Mobile.

## Demografia
Segundo o censo americano de 2000, a sua população era de 3659 habitantes.
Em 2006, foi estimada uma população de 3712, um aumento de 53 (1.4%).

## Geografia
De acordo com o United States Census Bureau, a localidade tem uma área de 63,9 km², dos quais 63,2 km² cobertos por terra e 0,7 km² cobertos por água.

## Localidades na vizinhança
O diagrama seguinte representa as localidades num raio de 40 km ao redor de Citronelle.